# Veøy kommun
Veøy kommun (norska: Veøy kommune) var en kommun i Møre og Romsdal fylke i västra Norge. Kommunen omfattade den nordligaste delen av nuvarande Rauma kommun samt ett område i den södra delen av nuvarande Molde kommun (Sekken, Veøya och Nesjestranda). Den numera obebodda ön Veøya utgjorde kommunens centralort.

## Administrativ historik
Veøy kommun upprättades den 1 januari 1838 (som Vedøe formannskapsdistrikt) när Formannskapslovene från 1837 trädde i kraft.
Den 1 januari 1964 upplöstes kommunen och delades. Området söder om Langfjorden (med 1 400 invånare) fördes, tillsammans med kommunerna Eid, Grytten, Hen och Voll, till Rauma kommun medan Sekken, Veøya och Nesjestranda (med 756 invånare) fördes, tillsammans med Bolsøy kommun och en del av Nord-Aukra kommun, till Molde kommun. Kommunen hade vid delningen totalt 2 156 invånare.